# Ritratto di ignoto di diciott'anni
Il Ritratto di ignoto di diciott'anni è un dipinto a olio su tavola (91x70 cm) di Georg Pencz, datato 1544 e conservato nella Galleria degli Uffizi a Firenze. L'opera contiene l'iscrizione EATATIS SVE XVIII 15 GP 44.

## Storia e descrizione
Georg Pencz, uno dei "petite maitres", fu un abile ritrattista influenzato da Dürer; fu pittore di corte del duca di Prussia, viaggiando anche a Firenze e a Roma dove venne in contatto con l'arte rinascimentale locale. Il Ritratto di ignoto di diciott'anni è un ottimo esempio di opera di gusto italianizzante, che si rifà ai modi di Agnolo Bronzino, nei colori e nella posa. Non è improbabile che si trattasse di un ritratto "da fidanzamento", come farebbe pensare il vaso col fuoco sul rilievo alla parete, simbolo d'amore.
La tavola si trovava alla villa di Poggioreale, da dove pervenne agli Uffizi nel 1773. Già creduto un autoritratto, fu esposto nella collezione del Corridoio vasariano fino al 1891.
Il giovane ritratto, la cui età è precisata dal cartiglio appeso sulla parete, sta seduto su un cuscino e guarda verso lo spettatore, tagliato all'altezza delle gambe. Veste il tipico abbigliamento signorile dell'epoca e sta in una camera, dove si intravede una coperta verde su un letto, due lettere semiaperte e decorazioni antichizzanti, di gusto prettamente italiano. Si tratta di dettagli che alludono al gusto raffinato del committente.